# Р-126

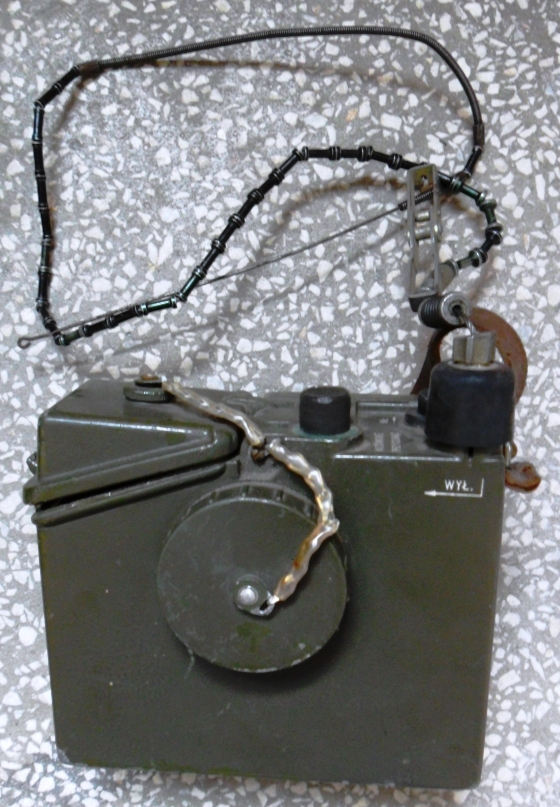
Р-126

Р-126 — советская ультракоротковолновая носимая радиостанция военного назначения. Предназначена для организации двусторонней беспоисковой бесподстроечной связи в ротной сети. На вооружении с начала 1960-х гг.

## Конструкция и характеристики
Радиостанция приёмопередающая, симплексная, телефонная с частотной модуляцией, собрана по трансиверной схеме на 11 миниатюрных стержневых радиолампах исполнения «Б» (см. Радиолампы производства СССР/России) и полупроводниковых диодах. Приёмопередатчик вместе с источником питания размещен в металлическом влагонепроницаемом кожухе. Шкала и ручка настройки закрываются герметичной резьбовой крышкой. Приёмная часть — супергетеродин с одним преобразованием частоты, передатчик — трехкаскадный с лампой 1П24Б в выходном каскаде. Настройка частоты — плавная, шкала отградуирована с шагом 100 кГц. Комплектуется штыревой антенной Куликова длиной 1,45 м и лучевой антенной длиной 40 м (для работы на стоянке).
- Рабочий диапазон частот — 48,5-51,5 МГц[1].
- Выходная мощность передатчика — 0,3-0,4 Вт.
- Чувствительность приемника при отношении сигнал/шум 5:1 — не хуже 2 мкВ.
- Дальность уверенной связи с однотипной станцией на штыревую антенну Куликова длиной 1,45 м на среднепересеченной местности — не менее 2 км.
- Источник питания — батарея из двух серебряно-цинковых аккумуляторов СЦД-12, номинальное напряжение — 3 В. Высокое напряжение для питания радиоламп обеспечивает встроенный транзисторный преобразователь напряжения.
- Время непрерывной работы при соотношении времени приёма и передачи 3:1 в нормальных климатических условиях — не менее 13 час.
- Радиостанция сохраняет работоспособность при температуре окружающего воздуха от −50 до +50 °C и относительной влажности до 98 %.
- Габариты приёмопередатчика — 210×105×180 мм.
- Масса действующего комплекта (приёмопередатчик в ранце, штыревая антенна, гарнитура со щекофоном или ларингофоном, аккумуляторы) — не более 2,8 кг.